# Douglas MacArthur

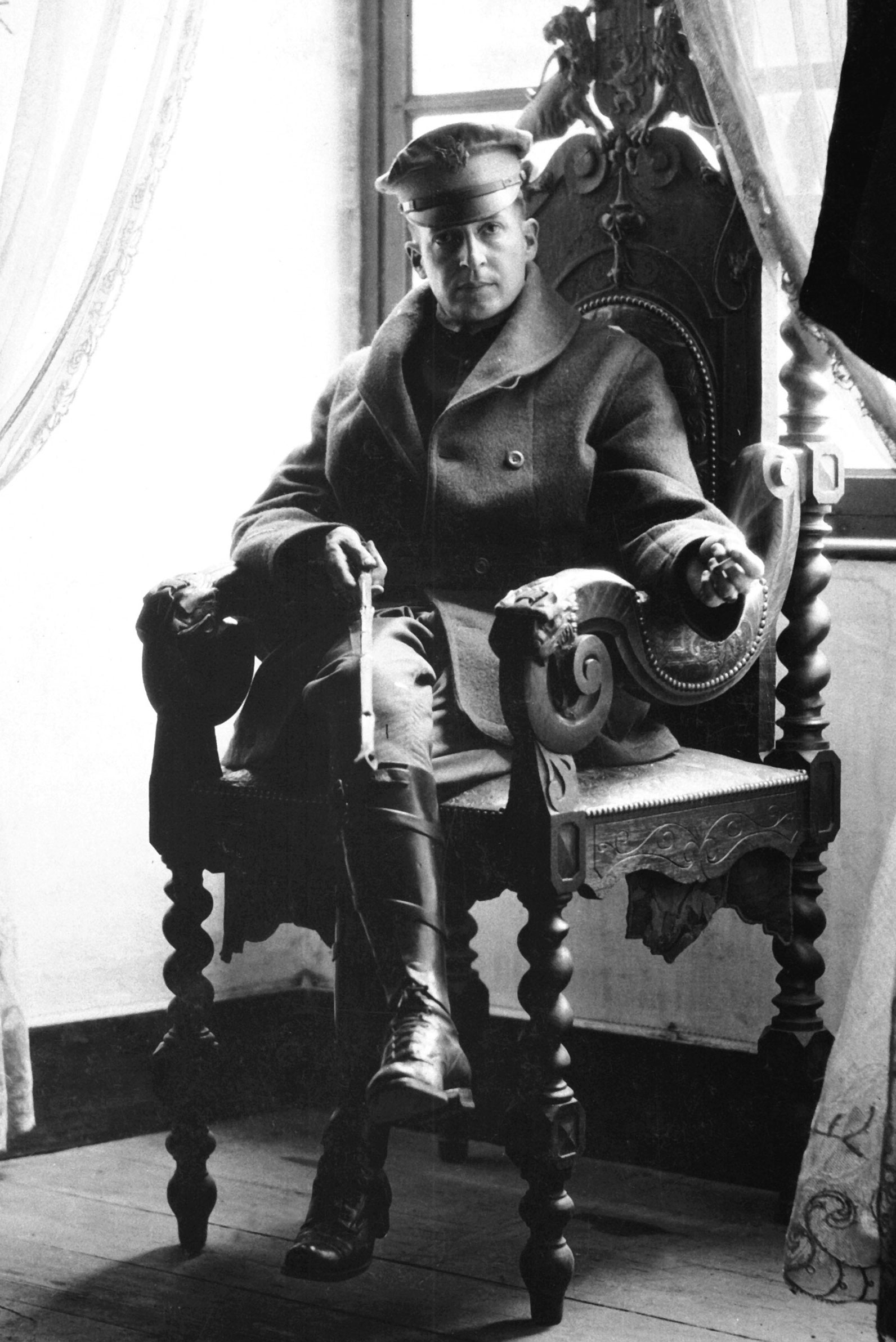
MacArthur in 1918.

Douglas MacArthur (Little Rock, 26 januari 1880 – Washington, 5 april 1964) was een Amerikaans generaal.
MacArthur speelde een belangrijke rol in de Eerste, de Tweede Wereldoorlog en de Koreaanse Oorlog. In 1944 kreeg hij de rang van General of the Army, met vijf sterren als onderscheidingstekens, een van slechts vijf Amerikaanse vijfsterrengeneraals en een van de acht mannen die die titel hebben gedragen. Hoewel MacArthurs karakter controversieel was, beschikte hij over uitzonderlijke leiderscapaciteiten.
MacArthur werd vooral bekend als opperbevelhebber van de Amerikaanse strijdkrachten in het Verre Oosten tijdens de Tweede Wereldoorlog.

## Afkomst en jonge jaren
Sarah Barney Belcher, een grootmoeder van zijn oma Aurelia, is ook een voorouder van Franklin Delano Roosevelt en Winston Churchill.
Douglas MacArthur werd geboren in Little Rock, Arkansas in 1880 in een bovenkamer van The Tower Building of the Little Rock Arsenal waar zijn ouders woonden. Zijn vader Arthur MacArthur jr. was namelijk kapitein bij het leger, zijn moeder Mary Pinkney Hardy kwam uit Norfolk. In 1893 verhuisde de familie naar San Antonio in Texas.
MacArthur ging in 1898 studeren aan de United States Military Academy in West Point. Hij studeerde af als de beste van de 93 leerling-officieren en werd benoemd tot tweede luitenant in het US Army Corps of Engineers (de genie) in 1903.

## Aanvang militaire carrière
Eenmaal afgestudeerd werd hij een eerste maal naar de Filipijnen gestuurd. Iets later werd hij adjudant van zijn vader - die ondertussen generaal en militair gouverneur van de Filipijnen was geworden - en in 1906 werd hij dit bij president Theodore Roosevelt. In 1904 volgde de promotie tot luitenant, in 1911 tot kapitein, in 1915 tot majoor en in 1917 tot kolonel. Van 1913 tot 1917 werkte hij bij de generale staf. Bij zijn (dubbele) promotie tot kolonel werd hij overgeplaatst naar de infanterie.

## Eerste Wereldoorlog
Tijdens de Eerste Wereldoorlog deed hij dienst in Frankrijk als stafchef van de 42nd Rainbow Division. Na zijn promotie tot brigadegeneraal werd hij commandant van de 84e infanteriebrigade om de oorlog te beëindigen als commandant van een divisie. Voor zijn inzet ontving hij verschillende eretekens.
Na de oorlog kwam MacArthur in conflict met de stafchef en generaal John Pershing (1860-1948), deze beschuldigde hem van een te hoge eigendunk. Hij kreeg van zijn chef een negatieve evaluatie en Pershing rangschikte hem pas op de 38ste plaats tussen 45 generaals.

## Terug naar West Point
In 1919 werd MacArthur hoofd van United States Military Academy in West Point. Daar voerde hij een grondige reorganisatie door, zowel naar vorm als naar inhoud. Van 1922 tot 1930 deed hij tweemaal dienst in de Filipijnen, waarvan de laatste als commandant van het Philippine Department (1928-1930).
In 1925 volgde de promotie tot generaal-majoor. Hij was toen de jongste officier met die rang. Hij diende dat jaar in de krijgsraad, die generaal Billy Mitchell berechtte. In 1928 werd MacArthur benoemd tot voorzitter van het Olympisch Comité van de VS en hoofd van het Amerikaanse team op de Olympische Spelen van Amsterdam.

## Stafchef
Op 21 november 1930 trad MacArthur aan als stafchef van het United States Army en werd benoemd tot generaal. Hij steunde het New Deal-plan van president Franklin D. Roosevelt en bracht andere generaals als George Marshall en Dwight Eisenhower op de voorgrond. Hij bekritiseerde het pacifisme en isolationisme en brak een lans voor een sterk militair beleid. In oktober 1935 trad hij af als stafchef en keerde terug naar de rang van generaal-majoor en werd militair hoofdadviseur van het Gemenebest van de Filipijnen.

## Veldmaarschalk

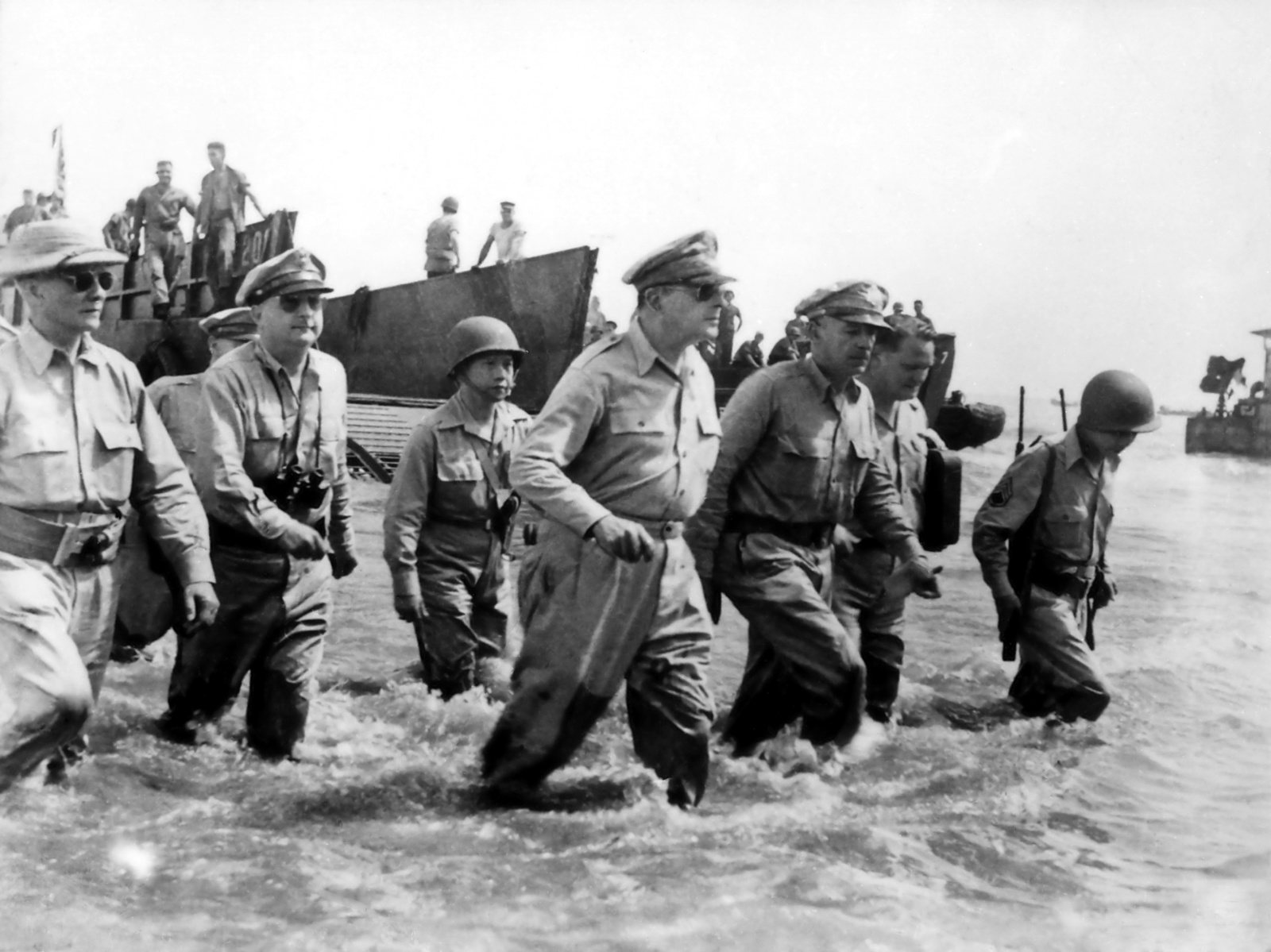
Douglas MacArthur waadt naar het Filipijnse eiland Leyte op 20 oktober 1944, tijdens de eerste dag van de Slag om Leyte

In 1935 kregen de Filipijnen een vorm van zelfbestuur en de Filipijnse president Manuel Quezon vroeg MacArthur het Filipijnse leger op te zetten. Hij kreeg daar de hoogste titel van Field Marshal of the Philippine Army, een titel die voor hem werd gecreëerd. In 1942 werd hij door de president van de Filipijnen beloond met - de voor die tijd enorme som - van 500.000 dollar. Op 31 december 1937 nam MacArthur ontslag uit het leger, maar hij bleef aan als burgeradviseur van Quezon.

## Tweede Wereldoorlog
In 1941, onder de dreiging van een oorlog in Oost-Azië, werd MacArthur door president Roosevelt teruggeroepen in actieve dienst en benoemd als commandant van de United States Army Forces in the Far East, eerst als luitenant-generaal en later in de rang van generaal. Toen op 7 december 1941 met de aanval op Pearl Harbor de oorlog met Japan uitbrak was de opbouw van dit leger ver van compleet. Dezelfde dag (8 december lokale tijd) vielen toestellen van Japanse vliegdekschepen Amerikaanse luchtmachtbases op de Filipijnen aan. De verrassing was totaal en de helft van de aanwezige vliegtuigen werd vernietigd, de meeste op de grond. Dezelfde dag begonnen landingsaanvallen op Filipijns grondgebied. Op 22 december begon de hoofdinvasie en in de loop van de volgende zes maanden werden de Filipijnen door Japan veroverd. Op 17 maart 1942 ontvluchtte MacArthur, op bevel van Washington, de Filipijnen naar Australië. Hij zwoer echter terug te zullen keren. Op 6 mei capituleerde generaal Jonathan M. Wainwright.
Op 18 april 1942 kreeg MacArthur het opperbevel over de geallieerde strijdkrachten in de zuidwestelijke Stille Oceaan. Hij kreeg gedaan dat in de strijd tegen Japan, ook de Filipijnen weer zouden worden bevrijd. De route daarnaartoe was in veel opzichten echter lang. Die begon met de strategisch belangrijke herovering van Guadalcanal na een strijd van zes maanden. Na eveneens langdurige en zware gevechten op Nieuw-Guinea en de omringende eilanden, konden pas in oktober 1944 de eerste troepen landen op de Filipijnen bij de twee maanden durende slag om Leyte. Ofschoon MacArthur op 5 juli 1945 verklaarde dat de Filipijnen bevrijd waren, vochten Japanse eenheden daar door tot de ondertekening van de Japanse capitulatie op 2 september 1945. Daarvoor waren bloedige slagen om eilanden in de Pacific geleverd, om bruggenhoofden te vormen voor Amerikaanse vliegtuigen, die uiteindelijk ook de atoombommen zouden afwerpen.
Na de overgave werd MacArthur benoemd tot Supreme Commander of the Allied Powers voor het toezien op de bezetting van Japan. Onder MacArthur kreeg Japan een nieuwe grondwet en werden landhervormingen doorgezet. Ondanks oproepen van geallieerde leiders om keizer Hirohito te berechten hield MacArthur hem aan als staatshoofd, zij het zonder politieke bevoegdheden. MacArthur was verantwoordelijk voor het bevestigen en uitvoeren van de vonnissen van het Proces van Tokio. Hij ontsloeg Shiro Ishii, het hoofd van Eenheid 731, die onderzoek naar biologische wapens door middel van experimenten op mensen uitvoerde, van vervolging, in ruil voor gegevens over die wapens. MacArthur gaf de macht over aan de Japanse regering in 1949, maar bleef in Japan tot 11 april 1951.

## Koreaanse Oorlog
In juni 1950 brak de Koreaanse Oorlog uit. MacArthur werd aangesteld als opperbevelhebber van de VN-troepenmacht, die Zuid-Korea moest verdedigen. In de maanden tot september werden de geallieerden gaandeweg teruggedrongen tot rond Busan. Na de invasie en slag bij Incheon in september 1950 werd Seoel bevrijd en werden de Noord-Koreanen teruggedrongen. Een invasie van het noorden volgde, maar na ingrijpen van China werden de VN-troepen in november weer teruggeslagen.
In december besprak generaal J. Lawton Collins met MacArthur de mogelijkheid van nucleaire aanvallen op Korea. In april 1951 werden door de Joint Chiefs of Staff instructies aan MacArthur overwogen, die zulke aanvallen in Mantsjoerije mogelijk moesten maken, mocht China van daaruit luchtaanvallen op Korea inzetten. Door twijfels over MacArthurs kennis over het gebruik van kernwapens werd de zeggenschap daarover aan Strategic Air Command gegeven.

## Ontslag als bevelhebber
Een paar weken na de Chinese aanval moest MacArthur zijn troepen terugtrekken uit Noord-Korea. Seoel viel in januari 1951 en president Truman en MacArthur werden gedwongen een complete terugtrekking uit Korea te overwegen. Europese bondgenoten uitten hun ongenoegen over MacArthurs status en invloed op het Amerikaanse publiek en waren bang dat de Amerikanen hun aandacht van Europa naar Azië zouden verleggen. Ook de mogelijkheid van een grote oorlog met China, al dan niet nucleair, was reden tot zorg.
Onder bevel van luitenant-generaal Matthew B. Ridgway trokken de Amerikanen weer noordwaarts. In maart 1951 werd Seoel (Zuid-Korea) heroverd. Door deze verbetering zag Truman de mogelijkheid voor vredesonderhandelingen, maar op 24 maart riep MacArthur de Chinezen op de nederlaag toe te geven, een uitdaging aan hen alsook aan zijn meerderen. In een brief uitte MacArthur kritiek over Trumans "Europa eerst"-beleid en strategie van beperkte oorlog. Dit was voor Truman aanleiding om op 11 april 1951 MacArthurs vervanging door Ridgway te bevelen. De storm van publieke verontwaardiging die dit opriep was mede reden voor Truman om zich niet herkiesbaar te stellen bij de volgende presidentsverkiezingen.
Op 18 april 1951 keerde MacArthur terug naar het vasteland van de Verenigde Staten, de eerste keer sinds 1937. Een dag later hield hij in Washington DC zijn laatste officiële toespraak in een speciaal voor deze gelegenheid gehouden verenigde vergadering van het Amerikaanse congres. Hij eindigde zijn speech met een zin uit een oude populaire Amerikaanse soldatenballade: Old soldiers never die, they just fade away. ("Oude soldaten sterven nooit, ze vervagen gewoon").

## Later leven
Ondanks zijn enorme populariteit stelde MacArthur zich niet kandidaat voor het presidentschap en generaal Eisenhower werd Trumans opvolger. MacArthur werd bestuursvoorzitter van Remington Rand. Gaandeweg verslechterde zijn gezondheid. Bij een afscheidsreis in juli 1961 naar de Filipijnen werd hij onderscheiden met het Legioen van Eer. Hij schreef zijn memoires en in 1961 vroeg president Kennedy hem om raad over militaire kwesties. Hij stierf op 5 april 1964 aan acuut nier- en leverfalen.

## Familie
Arthur MacArthur - 1815-1896, Sr., was de grootvader van Douglas MacArthur. Was gouverneur van Wisconsin.
- Arthur MacArthur jr. - 1845-1912, was zijn vader en luitenant-generaal in het United States Army.
  - Arthur MacArthur III - 1876-1923, zijn broer, officier in het Amerikaans Leger.
    - Douglas MacArthur II - 1909-1997, zijn neef, was onder meer ambassadeur voor de Verenigde Staten in België.

  - Douglas MacArthur - 1880-1964, hier beschreven.
    - Arthur MacArthur IV - °1938, zijn zoon.

## Militaire loopbaan
- Second Lieutenant, United States Army:  11 juni 1903
- First Lieutenant, United States Army: 23 april 1904
- Captain, United States Army: 27 februari 1911
- Major, United States Army: 11 december 1915
- Colonel, National Army: 5 augustus 1917
- Brigadier General, National Army: 26 juni 1918
- Brigadier General rang permanent in het Regular Army: 20 januari 1920
- Major General, Regular Army: 17 januari 1925
- General voor tijdelijke dienst als Army Chief of Staff: 21 november 1930
- Teruggezet in de permanente rang van Major General, Regular Army: 1 oktober 1935
- Gepensioneerd met de rang van General in het Regular Army: 31 december 1937
- Teruggeroepen in actieve dienst als Major General in het Regular Army: 26 juli 1941
- Lieutenant General in het Army of the United States: 27 juli 1941
- General, Army of the United States: 18 december 1941
- General of the Army, Army of the United States: 18 december 1944
- General of the Army rang permanent in het Regular Army: 23 maart 1946

Een voorstel om MacArthur te promoveren tot general of the armies werd vlak na de Tweede Wereldoorlog ingetrokken, omdat de praktische reden ontbrak. In 1955 werd opnieuw een poging gedaan hem tot die rang te bevorderen, maar na allerlei complicaties werd het wetsvoorstel daartoe op verzoek van MacArthur ingetrokken. In de eerste twee jaar na zijn overlijden werden er opnieuw pogingen ondernomen, maar die liepen op niets uit.

## Onderscheidingen
- Lijst van onderscheidingen van Douglas MacArthur

- Australian Dictionary of Biography: macarthur-douglas-10890
- Bibsys: 10067526
- Biblioteca Nacional de España: XX1207796
- Bibliothèque nationale de France: cb119477020 (data)
- Catàleg d'autoritats de noms i títols de Catalunya: 981058520448206706
- CiNii: DA04041065
- Gemeinsame Normdatei: 11878093X
- International Standard Name Identifier: 0000 0001 2129 6662
- Library of Congress Control Number: n79054196
- MusicBrainz: 1ad986d9-b955-455a-81b8-fcf7820d5962
- National Archives and Records Administration: 10580975
- Bibliotheek van het Japanse parlement: 00524026
- Nationale Bibliotheek van Tsjechië: jn20000701108
- Nationale bibliotheek van Australië: 35318002
- Nationale Bibliotheek van Israël: 987007264857105171
- Nationale Bibliotheek van Polen: a0000001624195
- Nederlandse Thesaurus van Auteursnamen: 070697310
- Istituto Centrale per il Catalogo Unico: DDSV200444
- SNAC: w6qd0tr8
- Système universitaire de documentation: 027434931
- Trove: 909763
- Virtual International Authority File: 41848578
- WorldCat: E39PBJkHqDt3ky3w9CR6pJdCwC